# Петро (Москальов)
Єпископ Петро (в миру Павло Олександрович Москальов; нар. 1 липня 1979, Шебекіно, Бєлгородська область, СРСР) — архієрей Української православної церкви Київського патріархату, єпископ Валуйський, вікарій Білгородської єпархії.

## Життєпис
У 1996 року завершив навчання у середній школі.
14 січня 1997 року архієпископом Білгородським і Обоянським Іоасафом (Шибаєвим) був рукоположений на диякона.
З 1997 по 1999 року проходив службу в армії.
31 травня 2000 року архієпископом Білгородським і Обоянським Іоасафом (Шибаєвим) був рукоположений на священика.
З лютого 2001 року — настоятель Свято-Троїцького кафедрального собору м. Обоянь Курської області (Росія).
26 жовтня 2008 р. архієпископом Іоасафом пострижений у чернецтво з нареченням імені на честь святого апостола Петра, 2 листопада 2008 р. возведений в сан архімандрита.
26 листопада 2008 р. Священний синод Української православної церкви Київського патріархату визначив бути архімандриту Петру (Москальову) єпископом Валуйським, вікарієм Білгородської єпархії (Росія).
12 грудня 2008 року після Всенічного бдіння у Володимирському кафедральному соборі Києва відбулося наречення архімандрита Петра на єпископа Валуйського.
13 грудня 2008 року у Володимирському патріаршому кафедральному соборі міста Києва відбулася його архієрейська хіротонія, яку вчинили: Патріарх Київський і всієї Руси-України Філарет (Денисенко), архієпископ Білоцерківський Олександр (Решетняк), архієпископ Білгородський і Обоянський Іоасаф (Шибаєв), архієпископ Переяслав-Хмельницький Димитрій (Рудюк), єпископ Черкаський і Чигиринський Іоанн (Яременко), єпископ Дрогобицький і Самбірський Матфей (Шевчук), єпископ Чернігівський і Ніжинський Іларіон (Процик) та єпископ Васильківський Євстратій (Зоря).
20 червня 2019 року відвідав скликаний Філаретом (Денисенком) собор щодо відновлення Української православної церкви Київського патріархату.
Станом на грудень 2019 року, не вважається одним з єпископів УПЦ КП, відновленої Філаретом.